# Peter McLaren
Peter McLaren (Toronto, 2 de agosto de 1948) es internacionalmente reconocido como uno de los fundadores de la pedagogía crítica. Ha adquirido esta reputación debido a sus análisis políticos en contra del capitalismo (específicamente del neoliberalismo) influenciado por una filosofía marxista humanista, expresados a través de sus libros con un estilo literario muy original. Actualmente es profesor de Estudios Críticos en la Universidad de Chapman, Los Ángeles (USA).

## Datos biográficos
Nacido en Toronto, Ontario, Canadá y criado tanto en Toronto como en Winnipeg, Manitoba; perteneció a una familia de clase trabajadora, su padre fue Lawrence McLaren un veterano de la Segunda Guerra Mundial, y su madre Teresa McLaren.  
Durante su juventud, Peter McLaren se interesó  por la lectura y escritura, destacando entre sus gustos la filosofía, poesía, literatura, política y sociología.
En 1973 terminó una licenciatura de arte en literatura inglesa en la Universidad de Waterloo (especializándose en teatro isabelino) y después en la Universidad de Toronto logró una licenciatura en educación; una maestría en educación en el Brock University´s College of Education y un doctorado en el Instituto para Estudios en Educación de la Universidad de Toronto.
McLaren impartió clases en educación básica y educación media de 1974 a 1979 y la mayor parte de ese tiempo lo pasó enseñando en el complejo de educación pública más grande de todo Canadá, ubicado en el corredor Jane-Finch en Toronto (Jane-Finch corridor). Su libro Cries from the Corridor en el que habla acerca de sus experiencias educativas estuvo en las listas canadienses de los libros más vendidos y fue uno de los diez libros más vendidos en Canadá en 1980; con él se dio inicio a un debate a nivel nacional referente al estatus de las escuelas de los barrios urbanos (posteriormente McLaren criticaría de manera agresiva este libro, transformándolo en el altamente aclamado libro sobre pedagogía "La Vida en las Escuelas").
Asimismo, McLaren se involucró en proyectos de carácter crítico durante sus primeros años en el campo de la educación, se preocupó por analizar agentes e instituciones como la escuela y el desarrollo de estas en la sociedad neoliberal; su pensamiento se caracteriza por ahondar en el análisis y la crítica marxista.  
Peter McLaren, es un educador que se declara de izquierda. Sus obras poseen un potencial crítico hacia el capitalismo en todas sus expresiones. Los aportes teóricos de McLaren han trascendido las fronteras norteamericanas llevando su pensamiento a diversas regiones alrededor del mundo; sus textos han sido traducidos a numerosos idiomas y han servido como inspiración a una gran cantidad de educadores críticos.

#### Influencias en su trabajo
Peter McLaren, está influenciado por la filosofía de Carlos Marx, por lo que se ha consolidado como un pensador marxista humanista, revisa los escritos de Marx, así como las contribuciones de otros autores marxistas contemporáneos, para examinar la crisis actual del capitalismo desde una perspectiva crítica y desde este contexto poder comprender la historia de la educación. Su enfoque también abarca la exploración de las tendencias educativas a nivel global. 
Una de sus influencias marxistas contemporáneas es Paula Allman, en su proyecto para ampliar el alcance de la pedagogía crítica hacia la formación de un movimiento social a lo que él le llama pedagogía revolucionaria.

## Pedagogía critica
McLaren es conocido por su contribución a la formulación de una pedagogía crítica, que él ve como un esfuerzo para abordar de diversas maneras una política relacionada con la vida cotidiana. Su pedagogía crítica buscaba establecer conexiones entre la vida cotidiana de profesores y estudiantes con las estructuras económicas, culturales, sociales e institucionales. Asimismo, McLaren desarrolló esta filosofía con el propósito de analizar la posibilidad de transformar la vida de la sociedad, tanto a nivel individual como personal, con el fin de comprender mejor el desarrollo de las dinámicas de poder en las aulas y la comunidad.

## Principios Fundamentales de la Pedagogía Crítica
En palabras de McLaren, la pedagogía crítica “no consiste en un conjunto homogéneo de ideas” (p. 251, 2005). Más bien, está cohesionada por una serie de objetivos comunes entre los que destacan la transformación de las injusticias y desigualdades sociales existentes y que por naturaleza se encuentra comprometida con los oprimidos, aquellos desprotegidos sociales y que busca generar un cambio donde esas desigualdades aminoren o desaparezcan.
En su conocida obra: “La vida en las escuelas” McLaren hace un análisis importante, revelando que una de las tareas más significativa y quizá la más complicada ha sido revelar las intenciones políticas y culturales que la sociedad ha atribuido a la escuela, incluso haciéndola parecer una especie de empresa encargada de replicar y fomentar una serie de ideologías en sus formas sociales y económicas que mantienen la ideología dominante y hegemónica del capitalismo y neoliberalismo.
Del mismo modo, para McLaren y la pedagogía crítica asumen a la escuela como un agente que prepara a las personas para posteriormente integrarse a la sociedad, la escuela reúne una gran responsabilidad y fuente de poder, así que es posible que esta también actúa como un agente de cambio.
Pedagogía según Peter McLaren.
Pedagogía según Peter McLaren.
A lo anterior se suma un concepto de pedagogía formulado por McLaren: "Pedagogía" [se refiere] a la integración en la práctica del contenido y el diseño curricular particular, las estrategias y técnicas del salón de clase y la evaluación, los propósitos y métodos.” Se refiere entonces, que todas aquellas prácticas implícitas o explícitas dentro del currículum y que se ejecutan en el salón de clases se fundamentan en la cultura y la política dominante que rige a una sociedad y por tanto están las prácticas de enseñanza estrechamente relacionadas con la política.

## Vida Académica

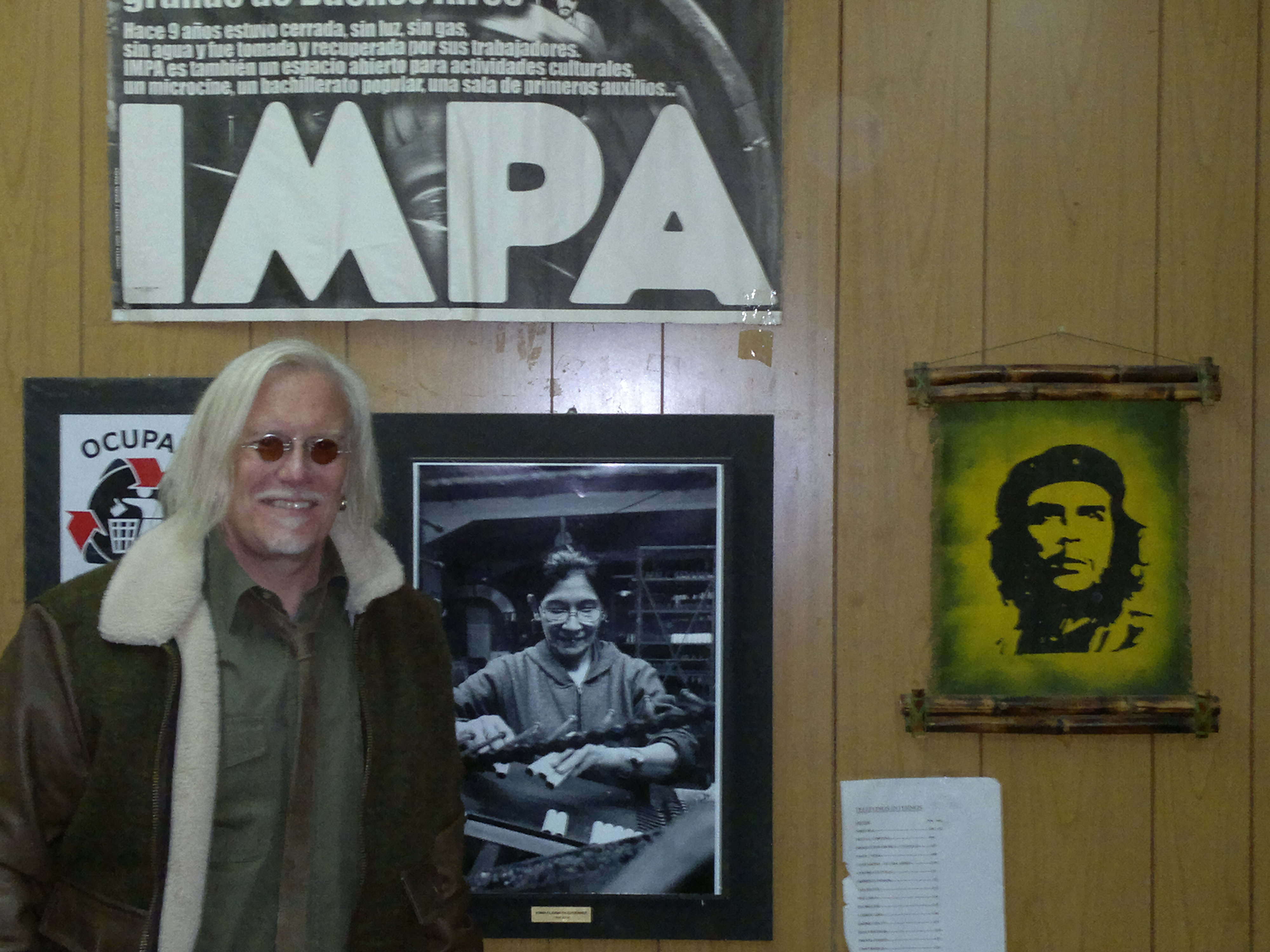
Visita de Peter McLaren a la fábrica recuperada IMPA. Ciudad de Buenos Aires, Argentina.

Después de obtener su Doctorado en 1983, se especializó en Educación de Barrios Urbanos y Lenguaje Artístico en la Universidad Brock.
McLaren dejó Canadá en 1985 para dar clases en la Facultad de Educación y Profesiones Afines de la Universidad Miami, en Ohio, donde pasó ocho años trabajando con su colega Henry Giroux, tiempo durante el cual fue testigo de los primeros indicios de Pedagogía Crítica en Norteamérica. McLaren también fungió como Director del Centro para la Educación y Estudios Culturales de la misma Universidad, antes de ser contratado por la Escuela para Graduados en Educación y Estudios de la Información de la Universidad de California en Los Ángeles (UCLA).
Datos biográficos:Peter McLaren
- (Toronto, 2 de agosto de 1948) Nacido en Torondo, Ontario, Canadá y criado tanto Toronto como en Winnipeg, Manitoba
- 1973 terminó una Licenciatura de Arte en Literatura Inglesa en la Universidad de Waterloo (especializándose en Teatro Isabelino)
- Después en la Universidad de Toronto logró una licenciatura en Educación
- Una maestría en educación en el Brock University´s College of Education y un doctorado en el Instituto para Estudios de la Universidad de Toronto.
- Impartió clases en educación básica y educación media de 1974 a 1979.
- Analiza la globalización del Capitalismo como una forma de imperialismo, con una perspectiva crítica que se fundamenta en la teoría marxista y en los conceptos de clase social y lucha de clases.
- Defiende la figura heroica del Che Guevara a las acusaciones de algunos críticos estadounidenses que lo comparan con Bin Laden
- Es un educador que se declara de izquierda
- Es reconocido como uno de los fundadores de la PEDAGOGÍA CRÍTICA
- Ha adquirido esta reputación debido a sus análisis políticos en contra del capitalismo (específicamente del neoliberalismo)
- Influenciado por una filosofía marxista humanista
- Actualmente es profesor de Estudios Críticos en la Universidad de Chapman en Los Ángeles, California (USA) e imparte clases en el Instituto McLaren de Pedagogía Crítica de México en periodos vacacionales.
- Colabora regularmente como columnista y ocasionalmente como articulista con Iberoamérica Social: revista-red de estudios sociales

### Doctorados Honoríficos
- Universidad de Lapland (Finlandia)
- Universidad Del Salvador (Argentina)
- Universidad Nacional de Chilecito (Argentina)

## Libros
McLaren es autor, coautor, editor y coeditor de aproximadamente cuarenta libros y monografías. Varios cientos de sus artículos, entrevistas, reseñas, comentarios y columnas han aparecido en docenas de diarios escolares y revistas especializadas en todo el mundo.
La vida en las escuelas ha sido nombrado uno de los 12 escritos más significativos a nivel mundial en el campo de la Teoría Educativa, la Política y la Práctica, por un panel de expertos reunidos por la Escuela de Ciencias Económicas y Sociales de Moscú; otros escritores mencionados por este panel incluyen a Paulo Freire, Iván Illich y Pierre Bourdieu.
Sus principales libros publicados en español son:
- (con Henry Giroux), Sociedad, cultura y escuela. Universidad Nacional Autónoma de México, 1988
- Pedagogía crítica y posmodernidad. Universidad Pedagógica Veracruzana y Secretaría de Educación, Xalapa, México, monografía, agosto de 1992.
- Hacia una pedagogía crítica de la formación de la identidad posmoderna. Monografía. Facultad de Ciencias de la Educación Universidad Nacional de Entre Ríos, 1993.
- Pedagogía crítica, resistencia cultural y la producción del deseo. Buenos Aires, Argentina: Institute for Action Research, 1994.
- La vida en las escuelas: Una introducción a la pedagogía crítica en los fundamentos de la educación. México: siglo XXI Editores, 1994.
- Enseñando en Contra del Capitalismo y el Nuevo Imperialismo: Una Pedagogía Crítica, 1995.
- La escuela como un performance ritual: Hacia una economía política de los símbolos y gestos educativos. México: siglo XXI Editores, 1995.
- Multiculturalismo Revolucionario. Pedagogías de disensión para el nuevo milenio, 1997.
- Pedagogía crítica y cultura depredadora. Paidos. Barcelona, Buenos Aires, México, 1997.
- Pedagogía, poder e identidad. Homo Sapiens: Argentina, 1999.
- Che Guevara, Paulo Freire y la Pedagogía de la Revolución, 2000.
- La Pedagogía del Che Guevara. Universidad Pedagógica Nacional, San Luis Potosí, México, 2001.
- Marxismo Contra Postmodernismo en la Teoría Educativa, 2002.
- Seminarios Rojos: Excursiones Radicales dentro de la Teoría Educativa, la Política Cultural y la Pedagogía, 2005.
- Teorías Críticas, Pedagogías Radicales y Conflictos Globales, 2005.
- Capitalistas y Conquistadores: La Pedagogía Crítica Contra el Imperio, 2005.
- Reinvención de la pedagogía crítica en tiempos de redes digitales y escenarios sociales. Peter McLaren, en conversación con Peter Jandric. Bogotá, Colombia: Ediciones desde Abajo, 2021.

El trabajo de McLaren ha sido tema de tres libros recientes: "Teaching Peter McLaren: Paths of Dissent", editado por Marc Pruyn y Luis M. Huerta-Charles (Peter Lang, 2005), traducido al español como "De La Pedagogía Crítica a la Pedagogía de la Revolución: Ensayos para Comprender a Peter McLaren", Ciudad de México, Siglo Veintiuno Editores, "Peter McLaren, Education, and the Struggle for Liberation", editado por Mustafa Eryaman (Hampton Press, 2008), y "Crisis of Commonwealth: Marcuse, Marx, McLaren", editado por Charles Reitz (Lexington Books, 2013). 
McLaren también ha incursionado recientemente como poeta con su poema "The Despoiling of the American Mind" publicado en MRZine . Sus obras han sido elogiadas, entre otros, por Slavoj Žižek y Paula Allman. Žižek comenta el libro de McLaren, "Che Guevara, Paulo Freire y la Pedagogía de la Revolución", de la siguiente manera: "Che Guevara suele ser percibido como un modelo romántico a quien deberíamos admirar mientras seguimos con nuestros asuntos diarios como de costumbre, la defensa más perversa contra lo que Che representaba. Lo que demuestra el fascinante libro de McLaren es que, por el contrario, Che es un modelo para nuestros tiempos, una figura que deberíamos imitar en nuestra lucha contra el capitalismo global neoliberal". Allman señala que el libro es "una brillante combinación de pasión, compromiso, análisis crítico y perspicacia. ... También es uno de los libros más importantes sobre educación crítica y, por lo tanto, educación y justicia social, escritos en el siglo veinte".

## Conferencias

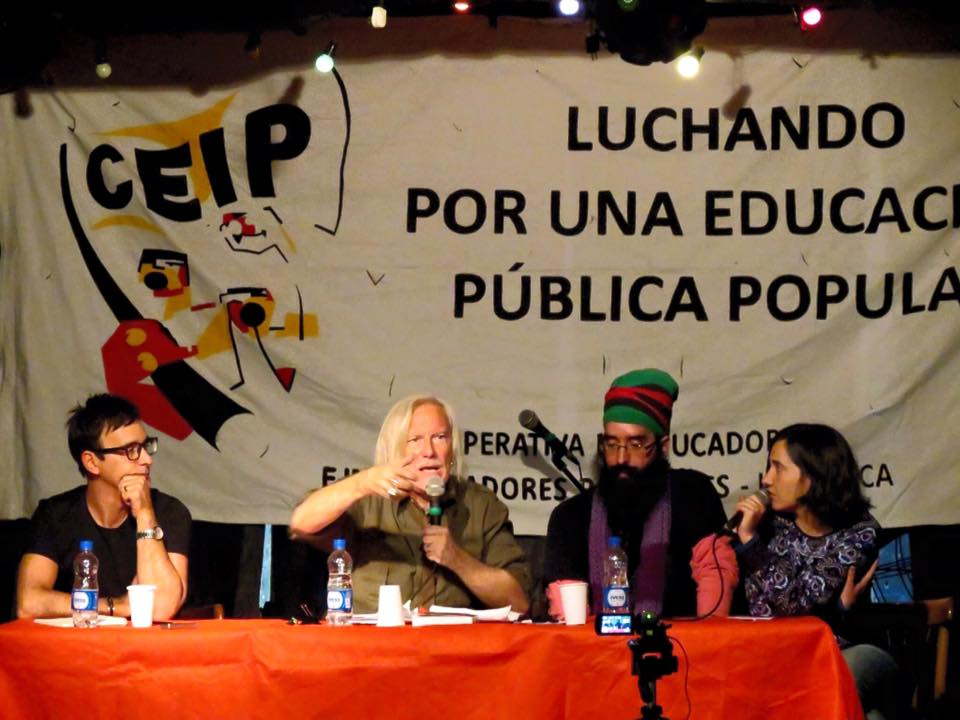
Conferencia de Peter McLaren en la Cooperativa de Educadores e Investigadores Populares Histórica

Las conferencias de McLaren a nivel mundial acerca de la Política en la Educación incluyen a Corea, Taiwán, Japón, Alemania, Cuba, Australia, Finlandia, Inglaterra, España, Portugal, Venezuela, Brasil, Costa Rica, México, Argentina, Polonia, Israel, Palestina, Malasia y Pakistán.
En el año 2005 participó activamente con el gobierno de Venezuela en las Reformas Educativas implementadas por el presidente Hugo Chávez; en México fue invitado por La Fundación McLaren de Pedagogía Crítica para impartir una serie de conferencias en la Ciudad de Chihuahua y algunas otras comunidades como Creel y Guachochi, en el mismo estado.

## Otros aportes
McLaren también es conocido por su significativo impacto en el ámbito educativo gracias a sus escritos sobre la alfabetización crítica, la sociología de la educación, los estudios culturales, la etnografía crítica y la teoría marxista. Sus contribuciones introdujeron nuevas perspectivas en el proceso educativo. Uno de sus libros más destacados fue "La escolarización como un ritual de rendimiento".
Además, actualmente es reconocido como un destacado exponente de la pedagogía crítMcLaren también es conocido por su significativo impacto en el ámbito educativo gracias a sus escritos sobre la alfabetización crítica, la sociología de la educación, los estudios culturales, la etnografía crítica y la teoría marxista. Sus contribuciones introdujeron nuevas perspectivas en el proceso educativo. Uno de sus libros más destacados fue "La escolarización como un ritual de rendimiento".ica revolucionaria, aunque su trabajo ha generado cierta controversia debido a su influencia en una política de lucha de clases.
Peter McLaren fue autor y editor de más de 45 libros, así como de cientos de artículos y capítulos académicos, algunos de los cuales han sido traducidos a varios idiomas. Su impacto en la educación fue tan significativo que la Escuela Normal Superior de Neiva en Colombia nombró uno de sus edificios en su honor.
Su obra "Cries from the Corridor", donde compartió sus experiencias de enseñanza, se convirtió en uno de los 10 libros más vendidos en Canadá en 1980 y dio lugar a un debate en el país sobre algunas instituciones educativas y sus principios.